# Szeremle
Szeremle là một thị trấn thuộc hạt Bács-Kiskun, Hungary. Thị trấn này có diện tích 34,64 km², dân số năm 2010 là 1499 người, mật độ 43 người/km².